# Eccoptura xanthenes
Eccoptura xanthenes és una espècie d'insecte pertanyent a la família dels pèrlids i l'única del gènere Eccoptura.
Es troba a Nord-amèrica: els Estats Units (Alabama, Delaware, Florida, Geòrgia, Kentucky, Maryland, Connecticut, Mississipi, Carolina del Nord, Nova York, Ohio, Pennsilvània, Carolina del Sud, Tennessee, Virgínia i Virgínia Occidental).